# Paul Abraham
Paul Abraham, ungerska Ábrahám Pál (född 2 november 1892 död 6 maj 1960) var en ungersk kompositör. Han föddes i staden Apatin, som då låg i Ungern, men i dag ligger i Vojvodina, en delvis ungersktalande del av Serbien.

## Biografi
Abraham studerade musik vid konservatoriet och Kungliga Musikhögskolan i Budapest. Hans första framgångar var med klassiska stycken och han fick bland annat ett Josef Haydn-pris 1922. Ekonomiska bekymmer tvingade honom att söka arbete och han blev i slutet av 1920-talet dirigent i Budapest och där framfördes hans två första operetter utan framgång.
1929 flyttade Abraham till Berlin och Metropolteatern. I en av UFA:s musikfilmer gör en av hans sånger Bin kein Hauptmann, bin kein grosses Tier stor succé och den följs av de operetter, som gjort honom känd.
- Viktorias husar (1930)
- Blomman från Hawaii (1931)
- Bal på Savoy (1932)

Vid nazisternas maktövertagande 1933 utdömdes hans musik som entartet, urartad, och som judisk kompositör var han inte längre önskvärd. Han flyttade därför till Wien, bara för att snart tvingas att åter ge sig på flykt, nu till USA via Kuba.
Hans mentala hälsa hade sedan början av 1930-talet varit något vacklande (han led bland annat av utpräglad bacillskräck), och den försämrades allt mer. Han avled på sjukhus i Hamburg 1960.